# Standaardinproduct
In de lineaire algebra, een deelgebied van de wiskunde, is het standaardinproduct of canonieke inproduct het inwendige product dat normaal in de reële en complexe vectorruimte wordt gebruikt. Afstand of lengte en hoek kunnen met behulp van het standaardinproduct worden gedefinieerd.

## Definitie

### Reëel standaardinproduct
Het standaardinproduct {\displaystyle \langle \mathbf {x} ,\mathbf {y} \rangle } van twee vectoren {\displaystyle \mathbf {x} =(x_{1},x_{2},\ldots ,x_{n}),\ \mathbf {y} =(y_{1},y_{2},\ldots ,y_{n})\in \mathbb {R} ^{n}} is gedefinieerd als
{\displaystyle \langle \mathbf {x} ,\mathbf {y} \rangle =x_{1}y_{1}+x_{2}y_{2}+\ldots +x_{n}y_{n}=\sum _{i=1}^{n}x_{i}y_{i}}
Vat men {\displaystyle \mathbf {x} } en {\displaystyle \mathbf {y} } op als kolomvectoren:
{\displaystyle \mathbf {x} =[x_{1},x_{2},\ldots ,x_{n}]^{\top },\mathbf {y} =[y_{1},y_{2},\ldots ,y_{n}]^{\top }},
dan kan het standaardinproduct als matrixproduct worden geschreven:
{\displaystyle \langle \mathbf {x} ,\mathbf {y} \rangle =\mathbf {x} ^{\top }\mathbf {y} =\mathbf {y} ^{\top }\mathbf {x} }

### Complex standaardinproduct
Van het complexe standaardinproduct van twee vectoren {\displaystyle \mathbf {x} =(x_{1},x_{2},\ldots ,x_{n}),\mathbf {y} =(y_{1},y_{2},\ldots ,y_{n})\in \mathbb {C} ^{n}} bestaan twee vormen.
{\displaystyle \langle \mathbf {x} ,\mathbf {y} \rangle ={\bar {x}}_{1}y_{1}+{\bar {x}}_{2}y_{2}+\dotsb +{\bar {x}}_{n}y_{n}=\sum _{i=1}^{n}{\bar {x}}_{i}y_{i}}
en
{\displaystyle \langle \mathbf {x} ,\mathbf {y} \rangle '=x_{1}{\bar {y}}_{1}+x_{2}{\bar {y}}_{2}+\dotsb +x_{n}{\bar {y}}_{n}=\sum _{i=1}^{n}x_{i}{\bar {y}}_{i}}.
De beide vormen verschillen alleen daarin dat ze elkaars complex geconjugeerde zijn:
{\displaystyle \langle \mathbf {x} ,\mathbf {y} \rangle '={\overline {\langle \mathbf {x} ,\mathbf {y} \rangle }}}.
Vat men {\displaystyle \mathbf {x} } en {\displaystyle \mathbf {y} } als kolomvectoren op:
{\displaystyle \mathbf {x} =[x_{1},x_{2},\ldots ,x_{n}]^{\top },\mathbf {y} =[y_{1},y_{2},\ldots ,y_{n}]^{\top }},
dan kan het complexe standaardinproduct geschreven worden als matrixproduct:
{\displaystyle \langle \mathbf {x} ,\mathbf {y} \rangle =\mathbf {x} ^{\top }{\bar {\mathbf {y} }}={\bar {\mathbf {y} }}^{\top }\mathbf {x} }.

## Eigenschappen
Het reële standaardinproduct heeft de eigenschap dat voor iedere reële vierkante matrix {\displaystyle \mathbf {A} } van orde gelijk aan de dimensie van de vectorruimte, geldt:
{\displaystyle \langle \mathbf {Ax} ,\mathbf {y} \rangle =(\mathbf {Ax} )^{\top }\mathbf {y} =\mathbf {x} ^{\top }\mathbf {A} ^{\top }\mathbf {y} =\langle \mathbf {x} ,\mathbf {A} ^{\top }\mathbf {y} \rangle }.
Voor het complexe standaardinproduct geldt een soortgelijke de eigenschap, namelijk dat voor iedere complexe vierkante matrix {\displaystyle \mathbf {A} } van orde gelijk aan de dimensie van de vectorruimte, geldt:
{\displaystyle \langle \mathbf {\mathbf {Ax} } ,\mathbf {y} \rangle =(\mathbf {Ax} )^{\top }{\bar {\mathbf {y} }}=\mathbf {x} ^{\top }\mathbf {A} ^{\top }{\bar {\mathbf {y} }}=\mathbf {x} ^{\top }{\overline {{\bar {\mathbf {A} }}^{\top }\mathbf {y} }}=\langle \mathbf {x} ,{\bar {\mathbf {A} }}^{\top }\mathbf {y} \rangle }.

## Afgeleide begrippen

### Norm
De norm van een reële of complexe vector {\displaystyle \mathbf {x} =(x_{1},x_{2},\ldots ,x_{n})} die is afgeleid van het standaardinproduct, wordt euclidische norm genoemd, en heeft de vorm:
{\displaystyle \|\mathbf {x} \|={\sqrt {\langle \mathbf {x} ,\mathbf {x} \rangle \ }}={\sqrt {|x_{1}|^{2}+|x_{2}|^{2}+\ldots +|x_{n}|^{2}\ }}}.

### Afstand
De euclidische afstand {\displaystyle \|\mathbf {x} -\mathbf {y} \|} tussen twee reële of complexe vectoren {\displaystyle \mathbf {x} =(x_{1},x_{2},\ldots ,x_{n})} en {\displaystyle \mathbf {y} =(y_{1},y_{2},\ldots ,y_{n})} van de euclidische norm wordt met behulp van de stelling van Pythagoras afgeleid:
{\displaystyle \|\mathbf {x} -\mathbf {y} \|={\sqrt {\langle \mathbf {x} -\mathbf {y} ,\mathbf {x} -\mathbf {y} \rangle \ \ }}={\sqrt {|x_{1}-y_{1}|^{2}+\ldots +|x_{n}-y_{n}|^{2}\ }}}.

### Hoek
De hoek {\displaystyle \theta =\angle (\mathbf {x} ,\mathbf {y} )} tussen twee reële vectoren {\displaystyle \mathbf {x} =(x_{1},x_{2},\ldots ,x_{n})\neq 0} en {\displaystyle \mathbf {y} =(y_{1},y_{2},\ldots ,y_{n})\neq 0} wordt met behulp van de cosinus van het reële standaardinproduct afgeleid:
{\displaystyle \cos(\theta )={\frac {\langle x,y\rangle }{\|x\|\ \|y\|}}}

### Orthogonaliteit
Twee reële of complexe vectoren {\displaystyle \mathbf {x} =(x_{1},x_{2},\ldots ,x_{n})\neq 0} en {\displaystyle \mathbf {y} =(y_{1},y_{2},\ldots ,y_{n})\neq 0} zijn orthogonaal, als hun inproduct gelijk is aan 0, dus als:
{\displaystyle \langle \mathbf {x} ,\mathbf {y} \rangle =0}.
In het geval van dat twee reële vectoren {\displaystyle \mathbf {x} } en {\displaystyle \mathbf {y} } orthogonaal zijn, betekent dat dat {\displaystyle \angle (\mathbf {x} ,\mathbf {y} )=90^{\circ }}.

## Vectorruimten
Het inwendige product van twee vectoren {\displaystyle \mathbf {x} =(x_{1},x_{2},\ldots ,x_{n})} en {\displaystyle \mathbf {y} =(y_{1},y_{2},\ldots ,y_{n})} in een {\displaystyle n}-dimensionale vectorruimte {\displaystyle \mathbf {V} }, geschreven als lineaire combinatie van een orthonormale basis {\displaystyle \{\mathbf {e} _{1},\ldots ,\mathbf {e} _{n}\}} van {\displaystyle \mathbf {V} }:
{\displaystyle \mathbf {x} =\sum _{i=1}^{n}x_{i}\mathbf {e} _{i}} en {\displaystyle \mathbf {y} =\sum _{i=1}^{n}y_{i}\mathbf {e} _{i}}
is gelijk aan:
{\displaystyle \langle \mathbf {x} ,\mathbf {y} \rangle =\left\langle \sum _{i=1}^{n}x_{i}\mathbf {e} _{i},\sum _{j=1}^{n}y_{j}\mathbf {e} _{j}\right\rangle =\sum _{i=1}^{n}\sum _{j=1}^{n}x_{i}y_{j}\langle \mathbf {e} _{i},\mathbf {e} _{j}\rangle =\sum _{i=1}^{n}x_{i}y_{i}}